# 本溪日报
《本溪日报》创刊于1948年12月24日，是中共辽宁省本溪市委员会主办的机关报，以马列主义、毛泽东思想、邓小平理论等为指导，报社下辖《本溪日报》《辽沈晚报·本溪版》两报及《洞天周刊》《经济周刊》两刊。

## 旗下报纸
- 《本溪晚报》
- 《洞天周刊》
- 《经济周刊》